# 绍旺西圣于贝尔
绍旺西圣于贝尔（法語：Chauvency-Saint-Hubert，法語發音：[ʃovɑ̃si sɛ̃.t‿ybɛʁ]）是法国默兹省的一个市镇，位于该省北部，属于凡尔登区。

## 地理
绍旺西圣于贝尔（49°32'1"N, 5°17'46"E）面积10.76 平方千米，位于法国大東部大區默兹省，该省份为法国西北部内陆省份，北与比利时接壤，西接马恩省和阿登省，南至上马恩省和孚日省，东临默尔特-摩泽尔省。
与绍旺西圣于贝尔接壤的市镇（或旧市镇、城区）包括：比耶夫尔、绍旺西堡、布鲁埃讷、托讷勒蒂勒。

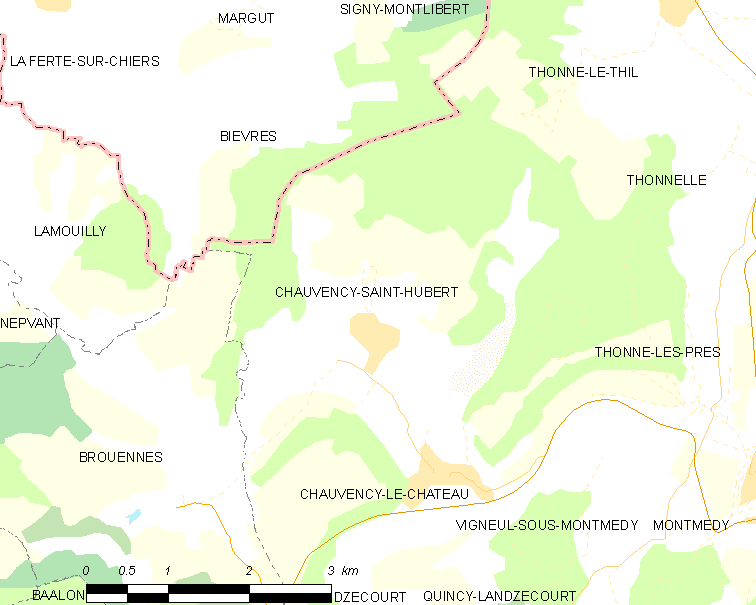
绍旺西圣于贝尔的OSM定位图

绍旺西圣于贝尔的时区为UTC+01:00、UTC+02:00（夏令时）。

## 行政
绍旺西圣于贝尔的邮政编码为55600，INSEE市镇编码为55110。

## 政治
绍旺西圣于贝尔所属的省级选区为蒙梅迪县。

## 人口

1962-2008年间绍旺西圣于贝尔人口变化图示

绍旺西圣于贝尔于2022年1月1日时的人口数量为216人。